# Getto w Łowiczu

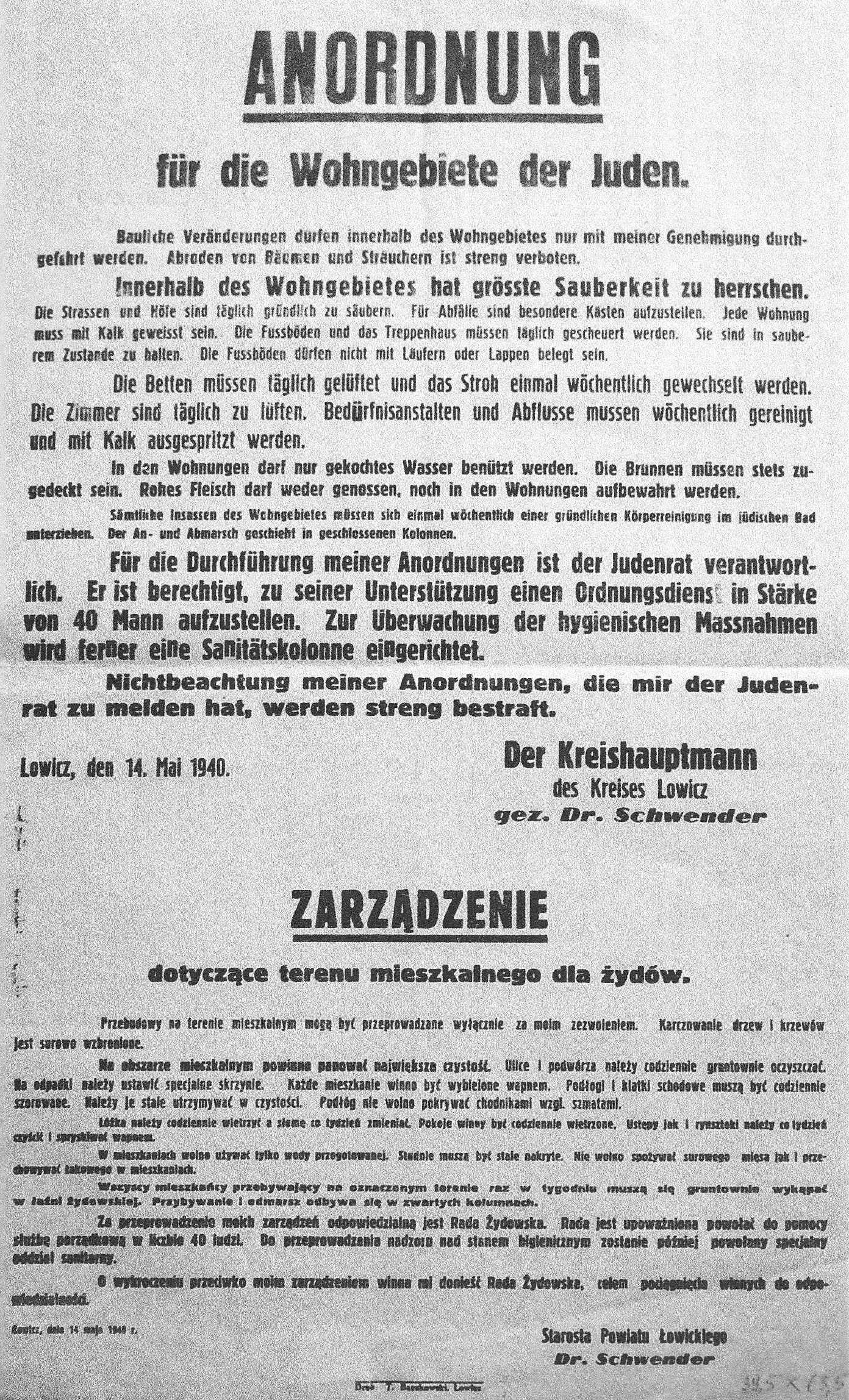
Zarządzenie w sprawie utworzenia getta w Łowiczu, 14 maja 1940

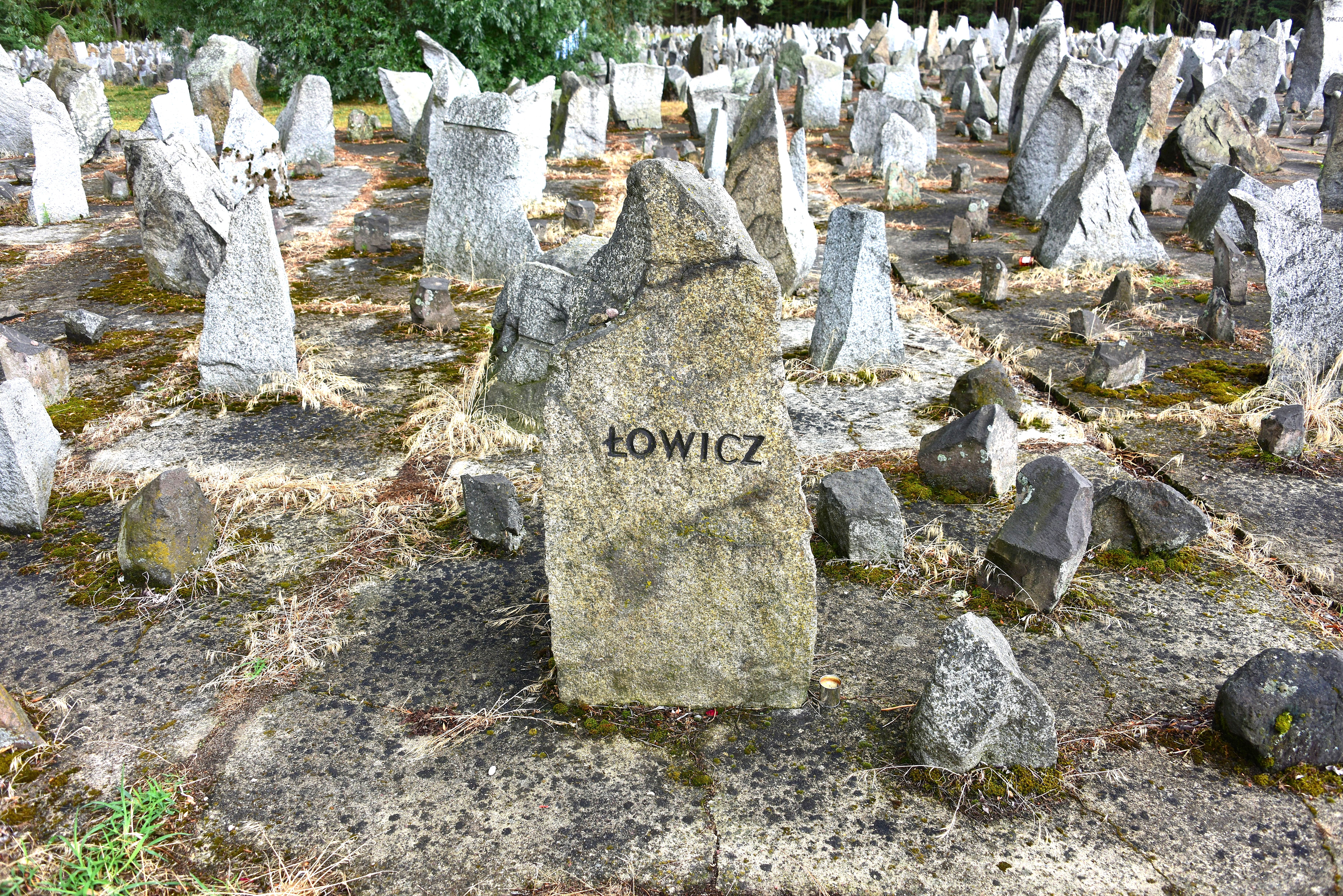
Pomnik Ofiar Obozu Zagłady w Treblince. Kamień upamiętniający Żydów z Łowicza

Getto w Łowiczu – getto żydowskie w Łowiczu, utworzone przez Niemców, istniejące w latach 1940–1941.

## Historia
Getto utworzono w maju 1940 r., a ostateczne granice wytyczono jesienią 1940 roku. Teren getta obejmował ulice po północnej stronie Nowego Rynku w Łowiczu: Bielawską, Zduńską, Ciemną, Ciasną, część Sienkiewicza i część Browarnej, a także ul. Stanisławskiego, do rogu ul. Długiej. Teren  został prowizorycznie ogrodzony drutem kolczastym, a następnie  budując mur z cegieł ze zburzonej synagogi i drewniany parkan zabezpieczony drutem kolczastym.
Na terenie getta umieszczono ludność żydowską z Łowicza i okolicy, a także z Aleksandrowa Łódzkiego, Konstantynowa Łódzkiego, Zgierza, Strykowa, Łodzi. W sierpniu 1940 roku na terenie getta przebywało 8200 osób.
W getcie istniał Judenrat, którego przewodniczącym był B. Szapiro oraz żydowska policja pomocnicza.
Mieszkańcy getta pracowali przy porządkowaniu ulic i zbombardowanego dworca kolejowego w Łowiczu. Część także przy regulacji rzeki Bzura. Rzemieślnicy natomiast pracowali w specjalnie utworzonych warsztatach, mieszczących się w budynku dawnej szkoły żydowskiej na ul. Browarnej.
Likwidację getta rozpoczęto w lutym 1941 roku, a zakończono w marcu 1941 wywożąc mieszkańców do getta w Warszawie. Na terenie getta pozostawiono jednak rzemieślników pracujących w warsztatach na ul. Browarnej, było ich ok. 150. Warsztaty te ostatecznie zlikwidowano w październiku 1941 r., a pracujące tam osoby przewieziono do getta warszawskiego.

## Upamiętnienie
- Żydzi z Łowicza zostali upamiętnieni jednym z kamieni z nazwą miasta, stanowiącym element pomnika Ofiar Obozu Zagłady w Treblince[1].